# Contrato Dreyfus

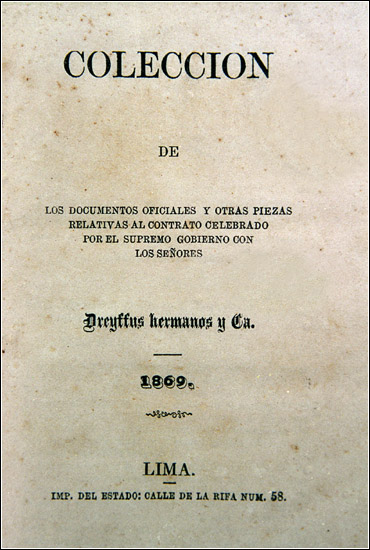
Portada del volumen legal sobre el Contrato Dreyfus.

El Contrato Dreyfus fue un acuerdo comercial firmado en París el 5 de julio de 1869 entre los representantes del Estado peruano y la Casa Dreyfus & Hnos., empresa cuyo titular era Auguste Dreyfus. Posteriormente se hicieron algunas mejoras y ampliaciones. Por medio de este contrato, la Casa Dreyfus  se comprometía a adquirir del Estado peruano dos millones de toneladas de guano de islas, valorados en 73 millones de soles, que debía abonar a razón de 700 000 soles mensuales; al mismo tiempo se comprometía a dar al Estado un adelanto de dos millones de soles, comprometiéndose, además, a cubrir el servicio de la deuda externa peruana, que ascendía a cinco millones de soles anuales. Fue aprobado por el Gobierno el 17 de agosto de 1869, en medio de una gran polémica que dividió a la opinión pública. Por entonces gobernaba en el Perú el coronel José Balta y el ministro de Hacienda Nicolás de Piérola Villena, que fue el artífice del contrato. Los consignatarios o empresarios nacionales del guano acusaron al Gobierno de “despojo” e intentaron suplantar por la vía judicial a la Casa Dreyfus. La Corte Suprema dio la razón a los consignatarios, pero el Congreso de la República zanjó finalmente la controversia, aprobando y poniendo en ejecución el contrato el 11 de noviembre de 1870. Sin embargo, Dreyfus no llegó a cumplir a cabalidad todas las cláusulas del contrato y fue acusado de hacer manipulaciones en desmedro del Estado peruano. El contrato, tras tener sucesivas modificaciones, fue rescindido finalmente en 1875.

## Contexto histórico

### Político

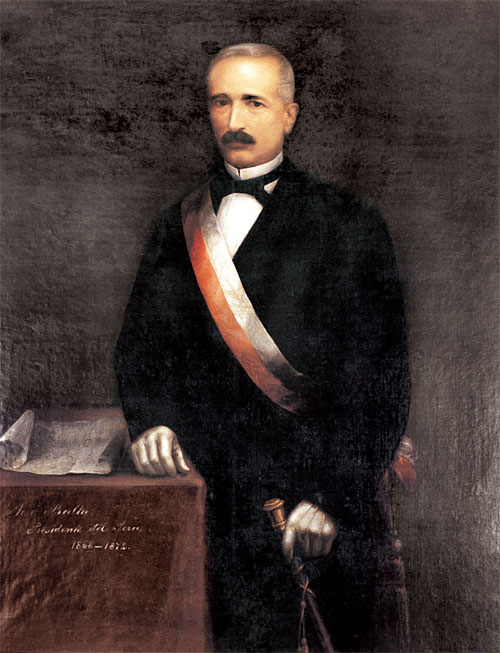
El coronel José Balta,
presidente del Perú de 1868 a 1872.

Tras la guerra contra España, que culminó con el Combate del Callao del 2 de mayo de 1866, el Estado peruano quedó sumido en una gran crisis económica, a consecuencia del desembolso de recursos pecuniarios que había hecho para adquirir elementos bélicos.
El dictador Mariano Ignacio Prado, en comicios fraudulentos, ya que se realizaron sólo en Lima y Callao, se hizo elegir presidente constitucional del Perú e instaló un Congreso Constituyente para discutir una nueva Constitución Política, que debía reemplazar a la del año 1860. En defensa de esta última carta magna, el viejo mariscal Ramón Castilla se alzó en el sur, pero murió en Tiviliche en pleno desierto el 30 de mayo de 1867, no obstante lo cual, dejó encendida la chispa revolucionaria. En efecto, en octubre de 1867 se produjo una revolución en Arequipa, «invocando el cumplimiento de la Constitución de 1860». La recientemente aprobada Constitución liberal de 1867 fue quemada en un acto público. También estalló una revolución en Chiclayo, encabezada por el coronel José Balta, que enlazó con los rebeldes arequipeños.
Prado, al mando de su ejército, marchó a Arequipa para sitiarla, pero fue rechazado por las tropas rebeldes. Regresó a Lima y renunció el 7 de enero de 1868.
El general Pedro Díez-Canseco que había dirigido la revolución de Arequipa, entró con su ejército a Lima, tomó el poder político y convocó al Congreso. Se llamaron a elecciones populares y salió elegido como nuevo presidente de la República, el coronel José Balta, el 2 de agosto de 1868.

### Hacendario

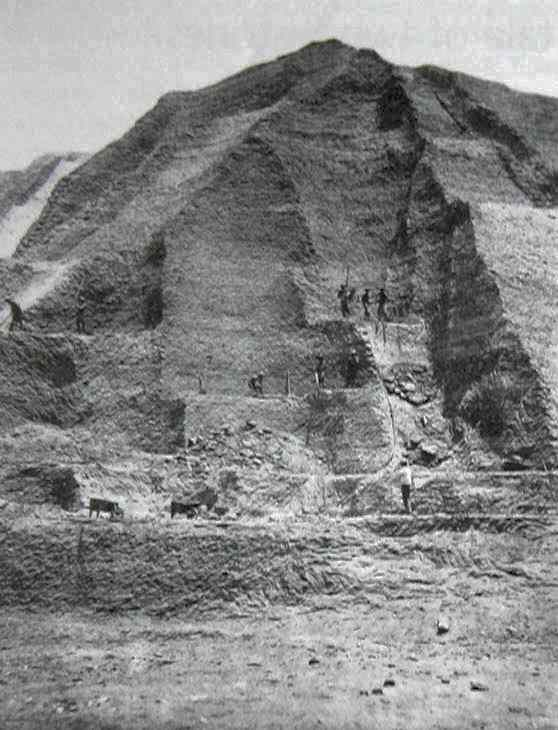
Depósitos de guano en las Islas Chincha.

Cuando Balta asumió el poder, encontró una caótica situación hacendaria. Desde la década de 1850, el producto que aportaba los mayores ingresos a la hacienda pública era el guano de islas, entonces de gran demanda en Europa y Norteamérica por sus propiedades fertilizantes. La venta del guano se basaba en el sistema de la consignación del guano, que consistía en que el Estado contrataba con ciertos individuos llamados Consignatarios, para que vendieran al extranjero cierta cantidad de guano. Los consignatarios cobraban por ello una comisión y luego entregaban al Estado el producto de su venta. Haciendo así de intermediarios, los consignatarios hicieron suculentas ganancias. Pero con frecuencia retrasaban la entrega de los pagos al Estado y se quedaban con dinero que ya no era de ellos, sino público. Se les acusaba además de una serie de abusos tales como los que fueron denunciados, a fines de 1866, por Guillermo Bogardus: recargo en los fletes, cobro indebido de comisiones, falta de oportunidad para alzar el precio del abono, etc.
No obstante, tan fuerte era la crisis económica que el gobierno, al no tener recursos para pagar sus compromisos internos y externos, se veía obligado a solicitar préstamos a los consignatarios. Estos otorgaban los préstamos sujetos a intereses usurarios del dos y hasta del tres por ciento mensual. Aún más, como condición para prestar dinero, usaron la artimaña de pedir prórrogas de sus contratos, obteniendo mayor cantidad de años en calidad de consignatarios. De ese modo la caja fiscal se convirtió en prisionera de los consignatarios. Tal era la espinosa situación que el gobierno de Balta se propuso solucionar. El Congreso de la República, por su parte, le advirtió que no daría más prórrogas a los consignatarios, por lo que se hacía inevitable una solución drástica y radical.

## Intentos de Balta y Piérola para salir de la crisis: el Contrato Dreyfus

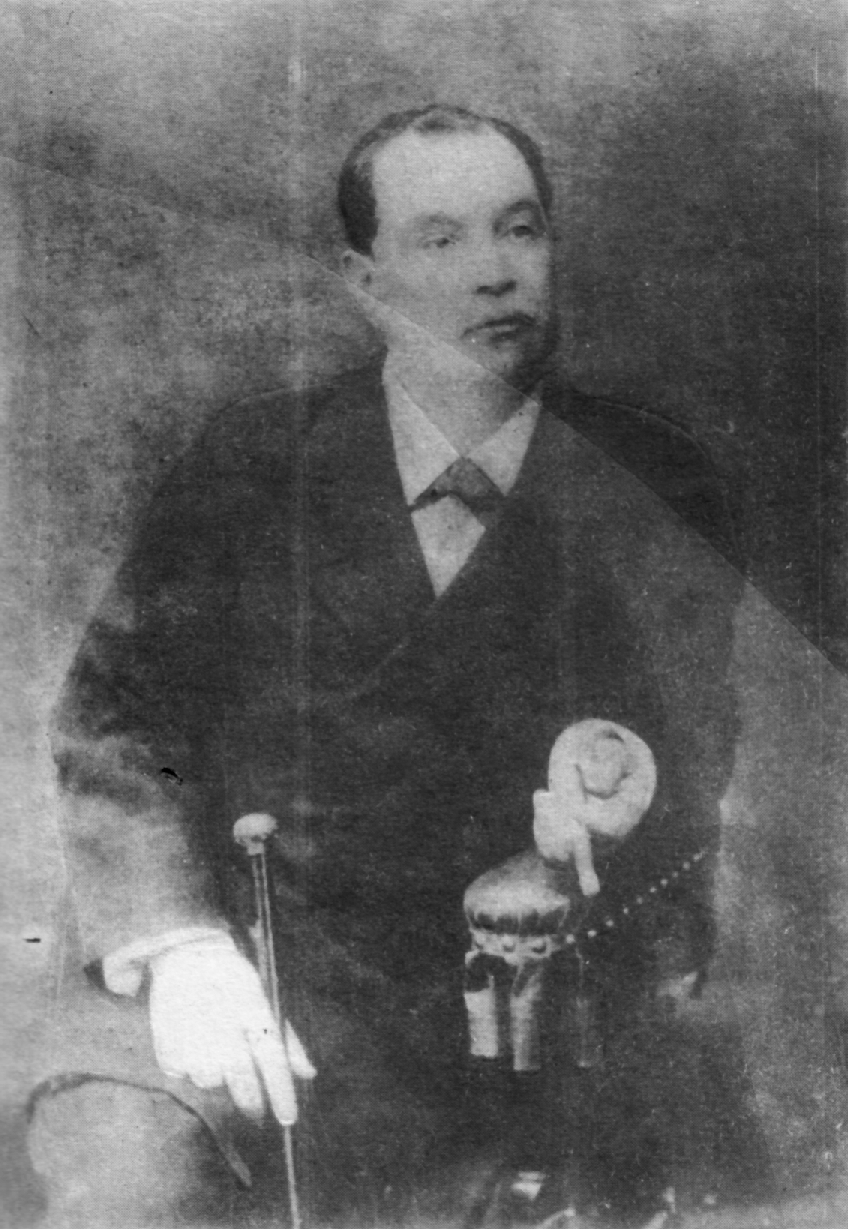
Auguste Dreyfus, cabeza de la Casa Dreyfus & Hnos. Era un judío-francés que hacia 1852 se estableció en Lima para comerciar con telas, y gracias a su habilidad en los negocios llegó a hacer una gran fortuna. Para 1869 era la cabeza de la Casa Dreyfus & Hnos. con sede en París. Asociado con la Sociedad General de París (poderosa entidad bancaria), formó una empresa que fue la que suscribió con el estado peruano el Contrato que lleva su nombre, que le dio la exclusividad del negocio del guano peruano.

Balta, para salir de la crisis, nombró como ministro a Nicolás de Piérola, político conservador-demócrata, de apenas 30 años de edad. Había estudiado instrucción media, Teología y Derecho en el Seminario de Santo Toribio de Mogrovejo de Lima. Se separó del Seminario en 1860 y se graduó en la Facultad de Derecho de Lima.
Piérola como ministro de Hacienda, pidió autorización al Congreso de la República para negociar directamente (sin consignatarios) la venta del guano al extranjero, en un volumen que bordeaba las dos millones de toneladas métricas. Los comisionados Toribio Sanz y Juan Martín Echenique (hijo del expresidente José Rufino Echenique) viajaron a Europa para dar a conocer las bases del contrato, a fin de que las empresas interesadas lanzaran sus propuestas. Los comisionados aceptaron la propuesta de la casa judío francesa “Dreyfus & Hnos.”
El contrato se firmó en París, el 5 de julio de 1869, entre los representantes del Estado peruano y los de la Casa Dreyfus & Hnos. Este contrato se celebró no en forma definitiva sino ad referéndum, es decir, con cargo a la aprobación del gobierno peruano. Con algunas mejoras, éste lo aprobó el 17 de agosto de 1869. Posteriormente, se harían otras ampliaciones.
Las principales estipulaciones del Contrato Dreyfus eran las siguientes:
1. La Casa “Dreyfus Hnos.” se comprometía a adquirir el guano al término de los contratos con los consignatarios, en un volumen de dos millones de toneladas.
2. Mientras tanto, Dreyfus adelantaría al Gobierno la suma de 2 millones de soles en dos mensualidades (esta suma fue, luego, elevada a 2.4 millones).
3. En los meses sucesivos, Dreyfus se comprometía a entregar 700 000 soles cada mes hasta marzo de 1871.
4. Dreyfus se encargaría de cubrir los pagos de la deuda externa, que ascendía a 5 millones de soles al año.
5. Para todos los casos de pagos e inversiones se establecían los intereses y primas del caso.
6. Dreyfus tendría el comercio del guano para los mercados de Mauricio, Europa y sus colonias (a excepción de Cuba y Puerto Rico).
7. El precio de venta del guano a Dreyfus quedó señalado dándose un tipo único de S/. 36.50 por tonelada, en vez de S/. 31.00 por tonelada pactada con los consignatarios en mayo de 1869.

El contrato originó un gran debate en el Perú, sobre las ventajas o desventajas del mismo. Como era de esperarse, los primeros en alzar su protesta fueron los consignatarios nacionales (aunque entre ellos había también algunos extranjeros), quienes iniciaron una querella judicial al Estado por “despojo”, reclamando a su favor el derecho de “retracto”, esto es, el de sustituirse en igualdad de condiciones a Dreyfus en el contrato, amparados en una resolución legislativa del año 1849 que mandaba dar preferencia a los nacionales en los contratos de venta del guano. La Corte Suprema falló a favor de los consignatarios y en contra del Poder Ejecutivo. Sin embargo, el Gobierno de Balta estaba decidido a llevar adelante el contrato y fue tajante al señalar que era el Congreso de la República, y no la Corte Suprema, quien debía decidir si el Ejecutivo había procedido correctamente o no al aprobar el contrato. Tras un debate vivísimo, donde se lució el ministro Piérola defendiendo su punto de vista en el recinto parlamentario, el contrato fue finalmente aprobado por el Congreso el 11 de noviembre de 1870.
Se ha discutido mucho las ventajas y desventajas de este Contrato. Al respecto, dice el doctor César Antonio Ugarte:

“En nuestro concepto, el contrato Dreyfus representaba un gran progreso en el manejo de las rentas del guano. Las dificultades sobrevivientes tuvieron origen, más que en el contrato mismo, en los empréstitos levantados por mediación de la citada casa y en los excesivos adelantos que de ella pidió el Gobierno, para los gastos interiores, desvirtuando la idea que había inspirado el plan”.

## Los grandes empréstitos de 1870 y 1871. Los ferrocarriles

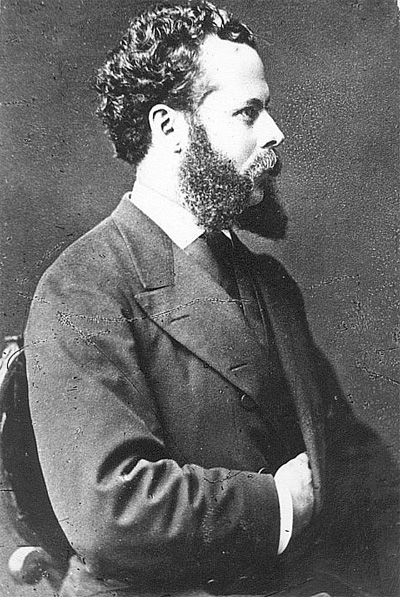
Nicolás de Piérola, ministro de Hacienda del gobierno de José Balta, fue el artífice del Contrato Dreyfus. Años después llegó a ser Presidente del Perú.

En Europa de ese tiempo imperaba el “boom” de los ferrocarriles. Estos medios de transporte eran considerados entonces como los signos del progreso y la modernidad. Balta, sin medir las consecuencias para el Perú, se propuso llevara adelante un agresivo plan ferrocarrilero en el Perú. Como las arcas eran deficitarias, acudió al fácil recurso financiero del préstamo extranjero.
El 19 de mayo de 1870 el gobierno de Balta contrató en París, con la Casa Dreyfus & Hnos., un empréstito por 59 600 000 soles, destinado a la construcción de las grandes vías férreas de penetración, de la costa a la sierra. El buen éxito que tuvo la colocación de este empréstito alentó a la realización de otro, que fue pactado también con la Casa Dreyfus, en Lima, el 7 de julio de 1871, pero solo fue aprobado en 1872. El monto de este segundo empréstito era de 75 000 000 de soles, de las cuales 13 000 000 estaban destinados a la construcción de otros ferrocarriles y el resto a irrigaciones de la costa.
Estos empréstitos, si bien inyectaron al país de grandes capitales y provocaron un período de bonanza, a la larga resultaron nefastos al estar a cuenta de ingresos futuros, que no se pudieron cubrir. Para colmo, el precio del guano empezó a caer, debido a la competencia que le hacía el salitre. Como el gobierno siempre andaba falto de dinero, recurrió a pedir adelantos a Dreyfus & Hnos., ocasionando que a la cuantiosa deuda pública, ahora se agregara el consumo por adelantado de la renta producida por al contrato Dreyfus.
Como ya se ha dicho, gran parte de ese dinero prestado se usó en construcción de ferrocarriles. Cuando asumió al poder Balta, había solo tres vías ferroviarias, de tramos cortos: la de Lima al Callao, la de Lima a Chorrillos, y la de Tacna a Arica; así como estaba en plena construcción la de Mollendo a Arequipa. A partir de 1870 se construyeron las vías férreas de Lima a Huacho, de Ilo a Moquegua, de Arequipa a Puno, de Pisco a Ica y de Salaverry a Trujillo. Se terminó el de Mollendo a Arequipa, iniciado en 1868. Se iniciaron los trabajos del ferrocarril de Lima a La Oroya y el de Chimbote a Huallanca. Así los datos: en el año 1861, el Perú contaba con una red ferrocarrilera de 90 km (kilómetros). Se llegó al año 1874, con 947 km. Entre 1861 y 1874, en 13 años, se había construido una red ferrocarrilera que tenía 10 veces más de extensión. Incuestionablemente un logro impresionante. Pero la fiebre de la construcción continuó. En 1879, el Perú, contaba con 1963 km de vía férrea. Se duplicó en 5 años la capacidad ferrocarrilera instalada.
Los ferrocarriles, cuyo rendimiento, en teoría, debía cubrir sus gastos, no resultaron ser tan productivos; muchos no se terminaron y otros se dañaron. Todo lo cual desembocó en un gran aumento de la ya enorme deuda pública, y la subsiguiente bancarrota, que ocurriría poco después.

## Consecuencias del endeudamiento del Estado peruano
Los exorbitantes gastos en la construcción de ferrocarriles empezaron a mellar la débil economía del Perú. Para tratar de aumentar los ingresos y salvar el estancamiento económico del país , se tomaron las siguientes medidas:
a) Se echó mano a la explotación y venta del salitre de Tarapacá. Ese producto tenía buen mercado porque, por ejemplo, comparándolo con el producido en Chile, resultaba de mejor calidad.
b) Se reactivó la política de empréstitos; es decir, se volvió a acudir al fácil expediente de traer bienes de capital del extranjero, endeudarse, y cumplir con los compromisos internos con dinero ajeno.
La política del endeudamiento externo, a través de toda la historia, ha sido un negocio redondo para las entidades o los países acreedores. En cambio, ese dinero para los países deudores siempre ha producido una sobrecarga financiera, porque tiene dos componentes:
1) La deuda principal, que se debe amortizar mediante un cronograma; y,
2) El interés, que es un porcentaje del capital principal y pagadero también mediante un cronograma.
Genera también, una dependencia del deudor frente al acreedor, por lo que los países más endeudados son los más dependientes.
Como la venta del guano peruano empezó a declinar, primero, por depredación, segundo, por sustitutos que iban apareciendo usándose en el mercado rural europeo y, tercero, por deficiente administración, los presupuestos de la República, basados principalmente en los ingresos gracias a la venta de este abono natural, terminaban siempre con saldos negativos.
Esta fue la política “salvadora” que usó, tanto, José Balta, fue diseñada por Nicolás de Piérola. Mientras los funcionarios gubernamentales estaban ocupados en la danza del guano, los empréstitos y los ferrocarriles, la población peruana estaba mucho más que desprotegida; estaba abandonada sobre todo la población de los estratos más pobres. La falta de servicios elementales de higiene, de salud pública y educación eran notables.
La “política salvadora” de Balta y de Piérola como ministro hizo que el hombre pobre tuviera que lidiar con graves problemas de malnutrición, la que se convirtió en caldo de cultivo de diversas enfermedades y de una mortal epidemia. Entre los gobiernos de Mariano Ignacio Prado y del de José Balta, se presentó una epidemia de fiebre amarilla. Fue detectada en marzo de 1868, cuando Lima tenía aproximadamente 100 000 habitantes. Sus efectos fueron impresionantes: hubo días que morían 86; en otros 48 personas (una de las víctimas fue Toribio Pacheco, 1828-1868, distinguido jurista y diplomático, que fuera el canciller de la República durante la guerra contra España de 1866). Recién en junio la epidemia desapareció. Entre marzo y junio de 1868 habían muerto, por fiebre amarilla, 4222 personas; de otras enfermedades habían fallecido 1522. Del total de muertos, 779 eran de la misma Lima; 3170 de otros lugares del país; y 1134 “sin definición de procedencia”. Murieron, asimismo, 130 italianos, 89 franceses, 76 chilenos y 23 ingleses.

## Cambios en el contrato
Se hicieron cambios al contrato durante el gobierno de Manuel Pardo y Lavalle.

### Octubre de 1872
El primer cambio en el contrato vino en relación con las mensualidades de 700 000 soles que debía entregar Dreyfus. En esta entrega, Dreyfus hacía descuentos por adelantos y comisiones de la gestión de empréstitos, y al final, la entrega líquida era de 300 000 a 400 000 soles.
Se firmó con Dreyfus un nuevo convenio en el cual, este entregaba una mensualidad por un año de 500 000 soles (6 millones al año) y luego una mensualidad de 200 000 soles por el año siguiente (2.4 millones al año).

### Marzo de 1873
Otro cambio del contrato fue en relación con el millón de libras esterlinas, equivalentes a 5 millones de soles, que Dreyfus tenía que aportar cada año hasta amortizar los bonos del empréstito de 1865.
En enero de 1872, el gobierno de Balta hizo un contrato con Dreyfus para la emisión de bonos por 36.8 millones de libras esterlinas, equivalentes a 184 millones de soles de plata, además de que Dreyfus debería de rescatar todos los bonos de 1865 y cobrarse con lo obtenido de ese empréstito. Pero resultó que por la crisis económica mundial de ese año, solo se pudo colocar 4 millones de libras esterlinas en bonos.
En marzo de 1873, el Estado pactó con Dreyfus la suspensión de la entrega del millón de libras esterlinas de la deuda externa, pues ya todos los bonos habían sido rescatados por Dreyfus; la entrega de dos millones de libras esterlinas ese año, para atender los trabajos públicos (ferrocarriles), la entrega de un millón de libras esterlinas anuales, y postergar la colocación de bonos que Dreyfus debía hacer del empréstito de 1872 hasta que los bonos peruanos suban en su cotización.

### Abril de 1874
A fines de 1873, Dreyfus tenía por exportar un millón de toneladas de guano de las dos que había comprado. Podía, mientras no las vendiese, impedir que el gobierno consignase o negociara el abono de los mercados europeos. Es que el contrato no especificaba hasta cuando Dreyfus tenía tiempo para retirar sus dos toneladas de guano, quedando indefinidamente en posición de monopolio. Dreyfus tampoco había cumplido con entregar el millón de libras esterlinas para el fondo de obras públicas, de acuerdo a la modificación de marzo de 1873. Además, Dreyfus pasaba por una terrible falta de liquidez que podía llevarlo a la quiebra, agudizado por al caída de demanda del guano en el mercado europeo.
El 15 de abril de 1874 se acordaron nuevas modificaciones al contrato:
- El gobierno obtuvo el derecho de exportar guano desde el 1 de julio de 1875 y de venderlo en todos los mercados del mundo desde el 1 de noviembre de 1876, aun cuando Dreyfus no haya concluido de exportar el guano comprado.
- Dreyfus entregaría 7 millones de soles por mensualidades para atender los gastos públicos.
- Dreyfus pagaría los intereses y amortizaría la deuda externa en los semestres de 1 de julio de 1874, 1 de enero y 1 de julio de 1875.
- Dreyfus recibió el derecho de beneficiar el guano mediante el procedimiento del ácido sulfúrico para aumentar su proporción de materias fertilizantes.
- Se redujo el precio de venta de 13 libras esterlinas a 12 libras 10 chelines, pues el gobierno pensaba que el alto precio había ocasionado la caída de la demanda.

Al final, llegó noviembre de 1876 y Dreyfus estaba muy lejos de haber vendido sus dos millones de toneladas de guano y entró en vigencia un contrato de consignación entre el Estado y la Peruvian Guano Company, el Contrato Raphael.